# Hipparchia norica
Hipparchia norica är en fjärilsart som beskrevs av Ruggero Verity 1911. Hipparchia norica ingår i släktet Hipparchia och familjen praktfjärilar. Inga underarter finns listade i Catalogue of Life.